# 長﨑美柚
長﨑 美柚（ながさき みゆう、2002年6月15日 - ）は、日本の女子卓球選手。木下アビエル神奈川所属。世界ランキングダブルス最高1位。
ダブルスのペアを組む木原美悠とはWみゆうの愛称で知られ国内外の大会で結果を残している。詳細は木原美悠#Wみゆう参照。

## 人物
神奈川県海老名市出身。海老名市立大谷小学校、北区立稲付中学校を経て、大原学園高等学校卒業。
祖父が神奈川大学卓球部監督だったことで、美柚は5歳の時に神奈川県藤沢市の卓球クラブ『岸田クラブ』に入会する。当初は母がやっていたバレーボールをやりたがった。しかし、サーブでお菓子に玉を当てるゲームが楽しく、それがきっかけで次第に卓球にのめり込んだ。
2010年、全日本卓球選手権大会ホープス・カブ・バンビ大会の女子バンビの部で優勝を果たすと、2012年には女子カブの部、2014年には女子ホープスの部も制覇。この女子ホープス・カブ・バンビの三冠を制覇したのは福原愛に次いで2人目でもある。
また2014年には第24回東アジアホープス卓球選手権日本代表にも選出され、大阪府で開催された本大会の女子シングルスでは決勝戦に進出し、安韶姸（大韓民国）を3-1で下して大会制覇を果たしている。また小学校6年次の最後の時にITTFジュニアサーキット・イタリアジュニア&カデットオープン（イタリア・リニャーノ）に出場し、女子シングルスで木原美悠を下して優勝し、女子ダブルスでは木原とのコンビで準優勝という結果を残している。
2015年4月にさらなるレベルアップを図るべくJOCエリートアカデミーに入所し、北区立稲付中学校に入学した。
2016年、中学校2年次で出場した全国中学校卓球大会では女子シングルスで優勝を果たす。
2017年、中学校3年次でリーヴァ・デル・ガルダ（イタリア）で開催された2017年世界ジュニア卓球選手権大会では、加藤美優と組んだ女子ダブルスで3位（銅メダル）を獲得し、加藤美優、木原美悠とチームを組んだ団体戦では決勝進出を果たし、中華人民共和国との決戦では長崎が石洵瑶（2016年世界ジュニア女王）を下すなどして大健闘したが、加藤と木原が敗れたために準優勝に終わった。
2018年1月の全日本卓球選手権大会では、ジュニア女子シングルスで優勝を果たす（高校1年で）。これにより、全日本選手権の女子ホープス・カブ・バンビ・ジュニアの4種目を制覇。
2018年、日本卓球協会により、長崎の世界ジュニア選手権の活躍や中学校時代の実績などが『国際試合への高い潜在性（能力）がある選手』との評価を受け、第54回世界卓球選手権団体戦（スウェーデン・ハルムスタッド）に出場する日本代表に世界ランキング130位ながら選出される大抜擢を受けた、その世界選手権では試合こそ出番はなかったがベンチで積極的に声援を送るなど準優勝に貢献した。
2019年、モンゴル・ウランバートルで開催されたアジアジュニア卓球選手権ではシングルスとダブルスで2冠を達成、シングルスでは出澤杏佳（大成女子高等学校）との日本人対決をゲームカウント4-1で制して大会史上初の日本選手の優勝を飾り中国の21連覇を止める快挙であった。更にタイ・コラートでの2019年世界ジュニア卓球選手権大会・女子シングルスでは中国勢を下して決勝へ進出し、JOCエリートアカデミーの後輩である小塩遥菜との日本人対決をゲームカウント4-2で制して日本人選手として初となるジュニア世界一に戴冠した、また中国・鄭州で開催されたITTFワールドツアーグランドファイナルでは第55回世界卓球選手権個人戦のダブルスの優勝ペアの孫穎莎/王曼昱ペアを準決勝で下す金星あげ決勝でも韓国ペアに勝利し優勝を果たした。
2021年3月、JOCエリートアカデミーを修了。4月からは日本生命所属となる。
2022年6月、木下グループに移籍、Tリーグは木下アビエル神奈川から参戦。

## プレースタイル
身長160cmを超える恵まれた体格と、長いリーチを活かした両ハンド攻撃。
また宮崎義仁強化本部長は2018年3月の世界選手権の代表発表会見で「現時点で、日本選手では間違いなく1番ボールの威力がある。（攻撃的なバックハンド技術の）チキータも1番うまくて威力もあり、最新技術を身につけている。フィジカルも強い。日本人離れした選手」と評した。

## 人物
「違う世界に連れて行ってくれる感じがすごく好き」と、試合前にはPerfumeを聴いて、モチベーションを高める。

## 主な戦績
2010年
- 全日本卓球選手権大会 バンビの部 女子シングルス 優勝

2012年
- 全日本卓球選手権大会 カブの部 女子シングルス 優勝

2014年
- 全日本卓球選手権大会 ホープスの部 女子シングルス 優勝
- 東アジアホープス卓球選手権 優勝

2016年
- 全国中学校卓球大会 優勝
- 全日本卓球選手権大会 カデットの部 14歳以下女子シングルス 優勝

2017年
- 世界ジュニア卓球選手権 女子団体 準優勝

2018年
- 平成29年度全日本卓球選手権大会 ジュニア女子シングルス 優勝
- ITTFチャレンジシリーズスロベニアOP 女子ダブルス 準優勝（木原美悠ペア）
- 世界選手権団体戦 女子団体 準優勝（石川佳純・伊藤美誠・平野美宇・早田ひな）

2019年
- 平成30年度全日本卓球選手権大会 混合ダブルス 準優勝（張本智和ペア）
- ITTFチャレンジシリーズスロベニアOP 女子ダブルス 優勝（木原美悠ペア）
- ITTFチャレンジシリーズクロアチアOP 女子ダブルス 優勝（木原美悠ペア）
- アジアジュニア卓球選手権 女子シングルス 優勝、女子ダブルス 優勝（木原美悠ペア）、ジュニア女子団体 3位
- 世界ジュニア卓球選手権 女子シングルス 優勝、女子ダブルス 優勝（木原美悠ペア）、ジュニア女子団体 準優勝
- ITTFワールドツアーグランドファイナル 女子ダブルス 優勝（木原美悠ペア）

2021年
- WTT スターコンテンダードーハ大会 女子ダブルス 優勝（安藤みなみペア）
- 第25回アジア卓球選手権 女子ダブルス 3位（安藤みなみペア）、女子団体 優勝
- 第55回全日本社会人卓球選手権 女子シングルス 優勝

2022年
- WTT コンテンダードーハ大会 女子ダブルス 優勝（木原美悠ペア）
- WTT スターコンテンダードーハ大会 女子ダブルス 優勝（木原美悠ペア）
- WTT コンテンダーリマ大会 女子シングルス 準優勝

2023年
- WTT スターコンテンダーゴア大会 女子ダブルス 優勝（木原美悠ペア）
- WTT ファイナルズ名古屋大会 女子ダブルス 準優勝（木原美悠ペア）

2024年
- WTT コンテンダーリオデジャネイロ大会 女子シングルス 優勝

2025年
- WTT スターコンテンダーリュブリャナ大会 女子シングルス 優勝

## 世界ランキング
|        | 1月 | 2月 | 3月 | 4月 | 5月 | 6月 | 7月 | 8月 | 9月 | 10月 | 11月 | 12月 |
| ------ | --- | --- | --- | --- | --- | --- | --- | --- | --- | ---- | ---- | ---- |
| 2014年 |     |     |     |     |     |     |     |     |     | 375  | 355  | 360  |
| 2015年 | 339 | 316 | 317 | 321 | 302 | 318 | 320 | 331 | 306 | 293  | 277  | 244  |
| 2016年 | 227 | 241 | 157 | 158 | 152 | 111 | 106 | 93  | 114 | 116  | 119  | 88   |
| 2017年 | 81  | 76  | 97  | 95  | 110 | 116 | 125 | 131 | 129 | 107  | 103  | 73   |
| 2018年 | 138 | 130 | 128 | 81  | 68  | 52  | 38  | 38  | 34  | 39   | 37   | 37   |
| 2019年 | 36  | 35  | 35  | 39  | 38  | 39  | 41  | 44  | 49  | 49   | 50   | 58   |
| 2020年 | 59  | 60  | 59  | 56  |     |     |     |     |     |      | 56   | 56   |
| 2021年 |     |     | 56  | 56  | 56  | 56  | 56  | 57  | 56  | 56   | 59   | 59   |
| 2022年 | 59  | 65  | 62  | 62  | 99  | 48  | 48  | 41  | 43  | 43   | 40   | 39   |
| 2023年 | 37  | 38  | 41  | 35  | 30  | 24  | 25  | 29  | 28  | 24   | 25   | 25   |
| 2024年 | 26  | 27  | 24  | 35  | 23  |     |     |     |     |      |      |      |

## テレビ番組
- 追跡LIVE! Sports ウォッチャー 特集！ 女子卓球界の新星・長崎美柚（2018年6月4日、テレビ東京）[23]
- Why？強くなった？卓球ニッポン（2018年7月29日、NHK BS1）[24]
- 卓球ジャパン! 夏休みSP！Wみゆうの強さと素顔を徹底解剖（2020年8月8日、BSテレ東）[25]
- ジャンクSPORTS プロvs天才キッズSP」（2020年8月16日、フジテレビ）[26]
- 卓球ジャパン! 2週連続「Wみゆう」木原美悠選手＆長﨑美柚選手特集！！（2022年4月16日、BSテレ東）[27]
- 卓球ジャパン! Wみゆう2週連続SP第2弾＆石川佳純サンクスツアー！（2022年4月23日、BSテレ東）[28]
- 卓球ジャパン! 長崎美柚 ニッポン女子卓球界の新ヒロインがスタジオ登場！（2022年11月12日、BSテレ東）[29]
- 卓球ジャパン! Wみゆうスタジオ登場！世界卓球熱戦を本人解説！（2023年6月24日、BSテレ東）[30]
- 卓球ジャパン! Wみゆう登場SP後半戦！（2023年7月1日、BSテレ東）[31]